# یلدا آقافضلی
یلدا آقافضلی (۱ دی ۱۳۸۱ – ۲۰ آبان ۱۴۰۱) معترض ۱۹ سالهٔ ایرانی بود که در جریان خیزش ۱۴۰۱ در ۴ آبان در حوالی خیابان انقلاب تهران بازداشت و در ۱۵ آبان آزاد شد و در ۲۰ آبان درگذشت. در گزارش پرونده وی نوشته شد: «متهم اظهار پشیمانی نکرد». مهرداد آقا فضلی پدر وی در شبکه اجتماعی اینستاگرام عکسی از یلدا آقا فضلی منتشر کرد که خطاب به نیروهای حکومتی گفته بود: «آن لحظه که بیست نفری دخترم را کتک می‌زدید؛ به خودتان افتخار می‌کردید؟»

## مرگ
یلدا آقافضلی ۲۰ آبان ۱۴۰۱ در خانه جان باخت. برخی رسانه‌ها و کاربران علت مرگ مشکوک یلدا را «خودکشی» عنوان کردند. او به دوستانش گفته بود که روی برگه پرونده‌اش، نیروهای امنیتی و قضایی نوشته بودند: «متهم اظهار پشیمانی نکرد». بر اساس فایل صوتی که در شبکه‌های اجتماعی بازتاب داشته، او از این که اظهار پشیمانی نکرده، ابراز خوشحالی کرد. همچنین گفته بود که در زندان او را به‌قصد اعتراف‌گیری، کتک زدند. مرکز رسانه قوه قضاییه به نقل از سرپرست دادسرای جنایی استان تهران ادعا کرد که آقافضلی «به علت مصرف بیش از حد مواد مخدر از نوع شیشه» درگذشته است. مراسم خاکسپاری وی، روز شنبه ۲۱ آبان تحت تدابیر شدید امنیتی در بهشت زهرا برگزار شد.
در آستانه فرا رسیدن شب یلدای ۱۴۰۱، نام یلدا آقافضلی نمادی از مبارزه و جنبش اعتراضی علیه حکومت شد. اول دی‌ماه سالروز تولد و ۳۰ آذر چهلم درگذشت او بود.